# 국경으로 나뉜 섬 목록
이 문서는 한 섬을 둘 이상의 국가가 공유하는 섬의 목록입니다.

## 세 나라가 공유하는 섬
- 보르네오섬 (인도네시아가 72.3%, 말레이시아가 26.9%, 브루나이가 0.7%를 차지하고 있다)

## 두 나라가 공유하는 섬
- 티모르섬(서쪽은 인도네시아가, 동쪽과 서쪽 일부는 독립국인 동티모르의 영토.)
- 뉴기니섬(동경 141도를 기준으로 서쪽은 인도네시아가 50%, 동쪽은 독립국인 파푸아뉴기니가 50%를 차지.)
- 아일랜드섬(서쪽은 독립국인 아일랜드(아일랜드 공화국)가 83%, 북동쪽은 영국(북아일랜드)이 17%를 차지.)
- 히스파니올라섬(서쪽 33%은 아이티가, 동쪽 67%는 도미니카 공화국의 영토.)
- 키프로스섬은 키프로스(키프로스 공화국)가 59.74%를, 북키프로스(북키프로스 튀르크 공화국)이 34.85%를, 이 둘 사이의 무력 충돌을 방지하기 위해 유엔이 관할하는 유엔 키프로스 완충 지대가 2.67%를, 영국의 해외 기지인 아크로티리 데켈리아가 2.74%를 각각 차지.
- 우제돔섬(독일이 79%, 폴란드가 21% 차지.)
- 세인트마틴섬(남쪽은 네덜란드령인 신트마르턴이 61%, 북쪽은 프랑스령인 생마르탱이 39% 차지.)
- 메르케트섬(핀란드에 속하는 올란드 제도가 50%, 스웨덴이 50% 차지.)
- 티에라델푸에고섬(칠레가 56%, 아르헨티나가 44% 차지.)
- 세바틱섬(말레이시아와 인도네시아 국경이.)
- 코일루오토섬(러시아가 40%, 핀란드가 60%를 차지.)

## 과거 국경으로 나뉘었으나 연륙된 섬
- 보즈로즈데니야섬

## 같이 보기
- 공동통치령
- 분류:영토 분쟁 섬
- 관타나모만 해군기지
- 한반도 비무장 지대